# Leptosiaphos
Leptosiaphos – rodzaj jaszczurek z podrodziny Lygosominae w obrębie rodziny scynkowatych (Scincidae).

## Rozmieszczenie geograficzne
Rodzaj obejmuje gatunki występujące w Afryce Subsaharyjskiej. 

## Systematyka
Rodzaj zdefiniował w 1943 roku amerykański herpetolog Karl Patterson Schmidt w artykule zatytułowanym Płazy i gady z Sudanu, opublikowanym w czasopiśmie „Publication. Field Museum of Natural History. Zoological series”. Gatunkiem typowym jest (oryginalne oznaczenie) L. meleagris.

### Etymologia
- Leptosiaphos: gr. λεπτος leptos ‘drobny, smukły’; rodzaj Siaphos Gray, 1839[1][5].
- Perretia: Jean-Luc Perret (ur. 1925), szwajcarski herpetolog[2]. Gatunek typowy: Leptosiaphos rhomboidalis Broadley, 1989.

### Podział systematyczny
Do rodzaju należą następujące gatunki: 
- Leptosiaphos aloysiisabaudiae (Peracca, 1907)
- Leptosiaphos amieti (Perret, 1973)
- Leptosiaphos blochmanni (Tornier, 1903)
- Leptosiaphos dewittei (Loveridge, 1934)
- Leptosiaphos dungeri Trape, 2012
- Leptosiaphos fuhni (Perret, 1973)
- Leptosiaphos graueri (Sternfeld, 1912)
- Leptosiaphos hackarsi (de Witte, 1941)
- Leptosiaphos hylophilus Laurent, 1982
- Leptosiaphos ianthinoxantha (Böhme, 1975)
- Leptosiaphos kilimensis (Stejneger, 1891)
- Leptosiaphos koutoui Ineich, Schmitz, Chirio & LeBreton, 2004
- Leptosiaphos luberoensis (de Witte, 1933)
- Leptosiaphos meleagris (Boulenger, 1907)
- Leptosiaphos pauliani (Angel, 1940)
- Leptosiaphos rhodurus Laurent, 1951
- Leptosiaphos rhomboidalis Broadley, 1989
- Leptosiaphos vigintiserierum (Sjöstedt, 1897)